# Carlos Alberto Madrazo Becerra

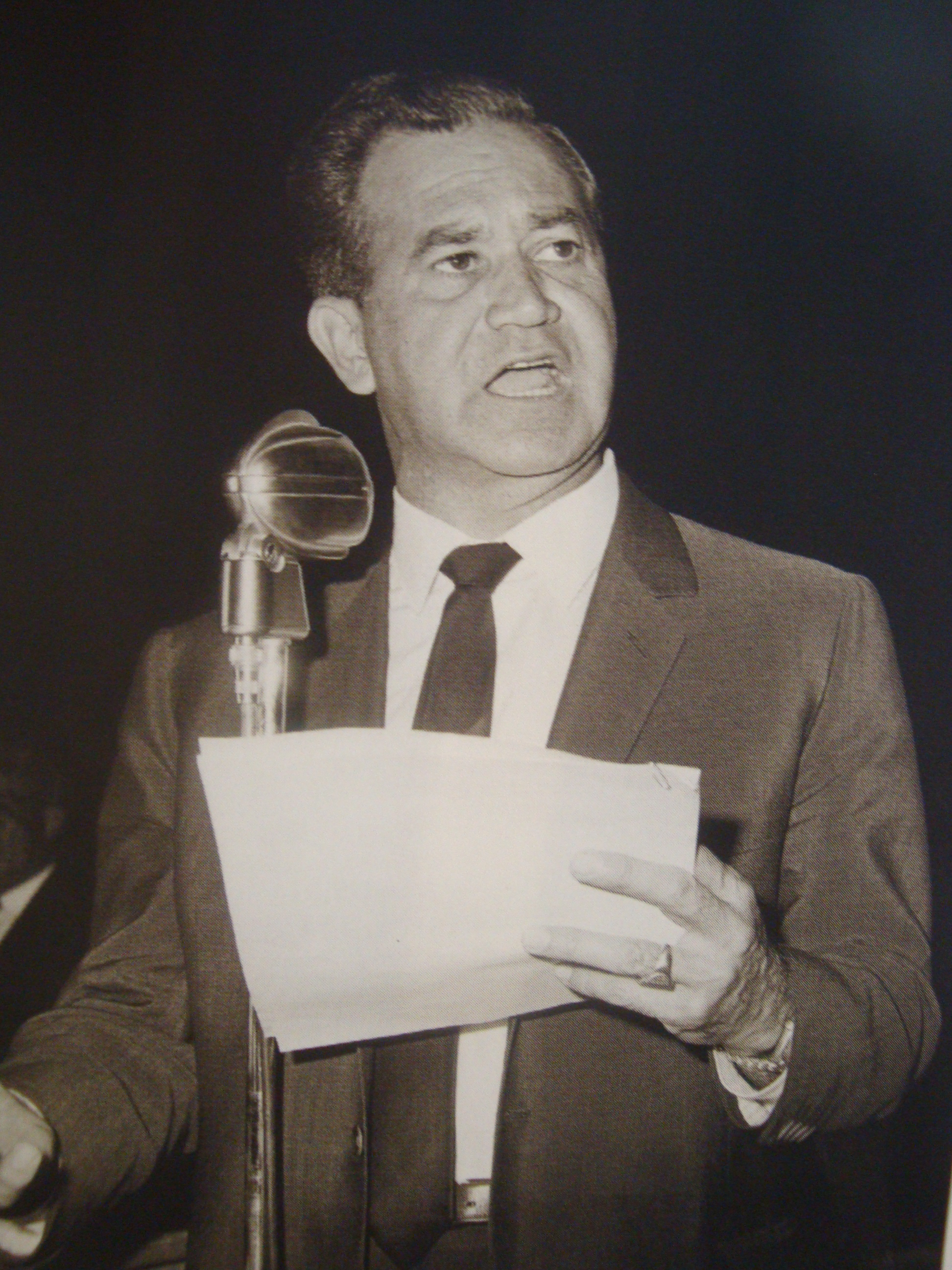
Carlos Alberto Madrazo Becerra

Carlos Alberto Madrazo Becerra (* 15. Juni 1915 in Villahermosa, Tabasco; † 4. Juni 1969 bei einem Flugzeugabsturz nördlich von Monterrey, Nuevo León) war ein mexikanischer Politiker des Partido Revolucionario Institucional (PRI), der unter anderem von 1959 bis 1964 Gouverneur des Bundesstaates Tabasco sowie zwischen 1964 und 1965 Präsident des PRI war.

## Leben

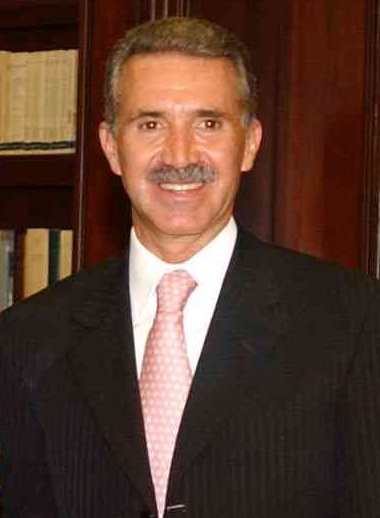
Sein Sohn Roberto Madrazo Pintado war zwischen 1995 und 2000 Gouverneur von Tabasco, von 2002 bis 2005 Präsident des PRI war und belegte als Kandidat der aus PRI und des Partido Verde Ecologista de México (PVEM) bestehenden Alianza por México bei der Präsidentschaftswahl am 2. Juli 2006 den dritten Platz.

Carlos Alberto Madrazo Becerra, Sohn des Unternehmers Píoquinto Madrazo López und der Lehrerin Concepción Becerra, besuchte Grund- und Mittelschulen in Villahermosa und war während des Besuchs der Escuela Nacional Preparatoria 1933 Präsident der dortigen Schülerverbindung. Im Anschluss begann er ein Studium der Rechtswissenschaften an der Juristischen Fakultät der Nationalen Autonomen Universität von Mexiko (UNAM), welches er 1937 beendete. Während seiner Studiums begann er seine politische Tätigkeit innerhalb des Partido Nacional Revolucionario (PNR), welche ab 1938 Partido de la Revolución Mexicana (PRM) hieß und seit 1946 den Namen Partido Revolucionario Institucional (PRI) trägt. Innerhalb der von Tomás Garrido Canabal geführten paramilitärischen Organisation Camisas Rojas (Rothemden) war er zwischen 1933 und 1935 Erster Führer des Blocks der Revolutionären Jugend sowie zeitgleich Mitglied des Rates für Bildung der Föderation der sozialistischen Studenten von Tabasco. Nach Abschluss seines Studiums 1937 war er als Rechtsanwalt sowie als Geschichtslehrer an Sekundarschulen tätig. Des Weiteren fungierte er zwischen 1937 und 1939 als Privatsekretär von Luis I. Rodríguez, der von 1937 bis 1938 Gouverneur des Bundesstaates Guanajuato und anschließend von 1938 bis 1939 Präsident des PRM war. Daneben engagierte er sich 1939 als Präsident der Konföderation der mexikanischen Jugend (Jóvenes Mexicanos). Er trat 1941 als Beamter in das Ministerium für öffentliche Bildung (Secretaría de Educación Pública) ein und war danach Leiter der Abteilung Wirtschaftsstatistik des Ministeriums für den Hauptstadtbezirk (Departamento del Distrito Federal), ehe er zwischen 1942 und 1943 Leiter der Abteilung für soziale Aktionen dieses Ministeriums war. Gemeinsam mit Ramón G. Bonfil und Lauro Ortega Martínez gründete er am 28. Februar 1943 die Nationale Konföderation der Volksorganisationen CNOP (Confederación Nacional de Organizaciones Populares), eine Vereinigung innerhalb des PRM.
Als Kandidat des Partido de la Revolución Mexicana (PRM) wurde Madrazo Becarra am 1. September 1943 Mitglied des Abgeordnetenhauses (Cámara de Diputados), des Unterhauses des Kongresses der Union (Congreso General de los Estados Unidos Mexicanos), und vertrat in diesem bis zum 2. Februar 1945 den Wahlkreis 2 des Hauptstadtbezirks Mexiko-Stadt. Im September 1944 fungierte er als Präsident des Abgeordnetenhauses und war 1944 auch Mitglied des 1. Nationalrates der CNOP des PMR. Als Bundesabgeordneter war er in einen großen politischen Skandal verwickelt und dadurch am 2. Februar 1945 zum Rücktritt gezwungen. Später wurde er entlastet und bis 1946 als Bundesabgeordneter wieder eingesetzt. Seine Beteiligung an dem Skandal wurde seiner Unterstützung von Javier Rojo Gómez für dessen Präsidentschaftskandidatur zugeschrieben. 1952 wurde er Leiter der Rechtsabteilung der Nationalen Zuckerrohrkommission (Comisión de la Caña de Azúcar).
Als Nachfolger von Miguel Orrico de los Llanos übernahm Carlos Alberto Madrazo Becerra das Amt als Gouverneur des Bundesstaates Tabasco und bekleidete diesen für eine sechsjährige Amtszeit bis zum 31. Dezember 1964, woraufhin Manuel R. Mora ihn ablöste.
Danach löste er am 7. Dezember 1964 Alfonso Corona del Rosal als Präsident des Nationalen Exekutivkomitees des Partido Revolucionario Institucional (Presidenta del Comité Ejecutivo Nacional del PRI) ab und hatte diese Funktion bis zu seiner Ablösung durch Lauro Ortega Martínez am 22. November 1965 inne. Sein Rücktritt als Präsident der PRI erfolgte, nachdem Reformen nicht zustande gekommen waren. Viele seiner Anhänger glauben, dass der Flugzeugabsturz, bei dem er starb, das Ergebnis einer Sabotage war.
Aus seiner Ehe mit Gabriela Pintado gingen die zwei Söhne hervor, darunter Roberto Madrazo Pintado, der zwischen 1995 und 2000 ebenfalls Gouverneur von Tabasco und von 2002 bis 2005 auch Präsident des PRI war sowie als Kandidat der aus PRI und des Partido Verde Ecologista de México (PVEM) bestehenden Alianza por México bei der Präsidentschaftswahl am 2. Juli 2006 den dritten Platz belegte. Sein anderer Sohn Carlos Madrazo Pintado war ein hoher Ministerialbeamter, während sein Enkel Federico Madrazo Rojas ebenfalls Mitglied des Abgeordnetenhauses war. Ein Cousin von ihm war General Miguel Orrico de los Llanos.

## Veröffentlichungen
- Ideario de un político dinámico. Pensamiento y acción del Lic. Carlos A. Madrazo, 1964

posthum
- Madrazo: voz postrera de la revolución. Discursos y comentarios, 1971
- Educación, derecho y readaptación social, 1985
- Estudios jurídicos. Destinatorios de la norma penal, error de tipo y error de prohibición, homicidio con ventaja, aborto, eutanasia, inseminación artificial, ingenieria genética, estupefasientes y psicotrópicos, defensor del indiciado, prueba testimonial, prelibertad en prisión preventivo, 1985
- Sucesión y sociedad 2000, 1999